# Volle Evangelie Gemeenten Nederland
Volle Evangelie Gemeenten Nederland (VEGN) was een Nederlands kerkgenootschap behorend tot de pinksterbeweging.
Zij ontstond in januari 1978 uit een fusie van de Federatie Volle Evangelie Gemeenten met de Volle Evangelie Gemeenschap. Op haar beurt fuseerde de VEGN in 2002 weer met de Broederschap van Pinkstergemeenten. Samen vormen zij nu een kerkgenootschap onder de naam Verenigde Pinkster- en Evangeliegemeenten.

## Geschiedenis
Stichting Volle Evangelie Gemeenschap was in 1969 opgericht door Jan Rothuizen. Deze was in 1954 via de organisatie Stromen van Kracht van Karel Hoekendijk in contact gekomen met de Pinksterbeweging. Omstreeks 1960 begon Rothuizen samen met anderen regelmatig bidstonden te houden in Hilversum. Deze bidstonden groeiden door de activiteit van verschillende voorgangers en evangelisten. Op 17 mei 1969 werd de stichting Volle Evangeliegemeenschap opgericht. Het doel van de stichting was de samenwerking tussen voorgangers, evangelisten en kerkelijke gemeenten te bevorderen. De organisatorische kant bleef tot een minimum beperkt. Het enige dat georganiseerd werd waren regelmatige voorgangerbijeenkomsten in Hilversum en af en toe een landelijke dag voor alle gemeenteleden.
In 1972 maakten vele kringen zich los van Stromen van Kracht. De kleinere groepen verwaterden op den duur, maar de sterkere ontwikkelden zich tot zelfstandige gemeenten. Zij verenigden zich in de Federatie van Volle Evangelie Gemeenten. Toen na enige jaren bleek dat zij dezelfde structuur en doelstelling nastreefden als de Volle Evangelie Gemeenschap kwam het tot een fusie. De federatie was met vier gemeenten toegetreden en de gemeenschap met negen. Als doel meldt de oprichtingsakte: "Het kerkgenootschap stelt zich ten doel de verkondiging van het evangelie van Jezus Christus als enige boodschap tot behoud van alle mensen." Door de jaren heen traden diverse gemeenten toe tot de VEGN. Bij de fusie met de Broederschap in 2002 telde de VEGN zo’n vijftig gemeenten met ruim 8.000 leden.